# Korean-Air-Flug 85
Die Piloten des Fluges 85 der Korean Air, der am 11. September 2001 von Seoul-Incheon nach Anchorage stattfand, wurden aufgefordert, in Whitehorse, Kanada, zu landen, da die Flugsicherheitsbehörde die Vermutung hatte, dass das Flugzeug entführt worden sei. Dies wurde angenommen, da ARINC eine Nachricht an die Fluggesellschaft abgefangen hatte, die „HJK“ enthielt, und die Piloten zusätzlich auf Grund der Anordnung eines US-amerikanischen Fluglotsen den Transpondercode auf 7500 setzten, den internationalen Notfallcode für Flugzeugentführung, anstatt dieser Anordnung laut FAA-Manual mit “no I’m not being hijacked” („Nein, wir wurden nicht entführt“) zu widersprechen und sie somit auch nicht auszuführen. Wegen der Annahme der Behörden, das Flugzeug sei entführt worden, wurde es durch amerikanische Beamte und den Premierminister Kanadas, Jean Chrétien zum Abschuss freigegeben. Die Piloten des zivilen Luftfahrzeugs kooperierten jedoch und wurden durch amerikanische F-15-Kampfflugzeuge zur Landung in Whitehorse veranlasst.

## Mögliche Flugzeugentführung
Nach den Terroranschlägen am 11. September 2001 wurden alle Flugzeuge dazu aufgefordert, zu ihrem Ursprungsflughafen zurück zu fliegen, oder falls das Kerosin nicht reichen würde, auf einem kanadischen Flughafen zu landen. Während einer Besprechung über die Ereignisse des Tages mit der Airline, sandte der Pilot eine Nachricht, welche die Buchstabenfolge "HJK" ("hijacked", Code für Flugzeugentführung) beinhaltete, an die Fluggesellschaft. Diese Nachricht wurde vom Betreiber der Kommunikationsgeräte, ARINC, aufgefangen. Dortige Angestellte hatten die Befürchtung, der Pilot wolle eine verschlüsselte Nachricht versenden und kontaktierten das North American Aerospace Defense Command (NORAD). Auf Grund fehlender anderer Möglichkeiten, befahl das NORAD zweien sich auf der Elmendorf Air Force Base befindenden F-15, die Boeing abzufangen, während das Alaska-Luftfahrtkontrollzentrum (ATC) den Piloten kodierte Fragen stellte, die sie ebenso verschlüsselt beantworten hätten sollen.
Die südkoreanischen Piloten folgten den Anweisungen des ATC und erklärten sich durch das Umstellen des Transpondersignals auf 7500 als entführt. Aus Angst, die Entführer hätten ein Ziel in Alaska ins Visier genommen, ließ der Gouverneur Alaskas, Tony Knowles, Hotels und Behörden in Anchorage räumen. Im nahegelegenen Valdez befahl die United States Coast Guard sämtlichen sich im Hafen befindenden Öltankern, sofort auszulaufen. Lt. Gen. Norton Schwartz, der der verantwortliche Offizier des NORAD war, sagte später aus, er wäre bereit gewesen, das Kommando zum Abschuss zu geben, bevor es ein Ziel in Alaska angreifen könne.
Als das NORAD dem ATC in Anchorage mitteilte, dass das Flugzeug abgeschossen würde, falls es in die Nähe möglicher Ziele käme, wies dieses die Piloten an, dicht besiedeltes Gebiet zu meiden und in Richtung Whitehorse zu fliegen. Das NORAD ersuchte die kanadischen Behörden um Erlaubnis das Flugzeug im kanadischen Luftraum abzuschießen:

„I said, ‚Yes, if you think they are terrorists, you call me again but be ready to shoot them down.‘ So I authorized it in principle, It's kind of scary that … [there is] this plane with hundreds of people and you have to call a decision like that … But you prepare yourself for that. I thought about it -- you know that you will have to make decisions at times that will [be] upsetting you for the rest of your life.“

„Ich sagte: ‚Ja, wenn ihr denkt, sie seien Terroristen, ruft mich noch einmal an, aber seid bereit, sie abzuschießen.‘ Im Prinzip habe ich es also autorisiert, es ist irgendwie beängstigend … [da ist] dieses Flugzeug mit hunderten Menschen und du musst eine solche Entscheidung treffen … Aber du bereitest dich für das vor. Ich dachte über das – du weißt, dass du von Zeit zu Zeit Entscheidungen treffen musst, die dich für den Rest deines Lebens verfolgen [werden].“

90 Minuten nachdem das Transpondersignal auf 7500 umgestellt wurde, landete das Flugzeug sicher in Whitehorse. Die kanadischen Behörden evakuierten alle Schulen und größere Gebäude vor der Landung. Auf dem Rollfeld wurde Flug 85 von bewaffneten Einheiten der Royal Canadian Mounted Police in Empfang genommen. Nach einem ersten Verhör der Piloten wurde jedoch klar, dass das ganze Chaos wegen eines Übersetzungsfehlers passierte. Der südkoreanische Pilot gab zu Protokoll, er sei vom ATC aufgefordert worden, das Transpondersignal zu wechseln, was vom ATC bestätigt wurde.
Die Korean Air nutzt die Flugnummer 85 noch heute für Flüge zwischen Seoul-Incheon und New York-JFK; jedoch wird nicht mehr in Anchorage zwischengelandet.

## Zeittafel Flug 85

### 11. September 2001
- Die Boeing 747 auf dem Korean-Air-Flug 85 hebt von Seoul-Incheon ab.
- 08:46:40 (ET) – Eine Boeing 767 auf dem American-Airlines-Flug 11 fliegt in den Nordturm des World Trade Center.
- 09:03:11 (ET) – Eine Boeing 767 auf dem United-Airlines-Flug 175 schlägt in den Südturm ein.
- 09:37 (ET) – Eine Boeing 757 auf dem American-Airlines-Flug 77 trifft das Pentagon.
- 09:59:04 (ET) – Der Südturm bricht zusammen.
- 10:03:11 (ET) – Eine Boeing 757 auf dem United-Airlines-Flug 93, als deren Ziel man entweder das Capitol oder das Weiße Haus in Betracht zog, stürzt bei Shanksville ab.
- 10:10 (ET) – Der vom Flugzeug getroffene Teil des Pentagons stürzt ein.
- 10:28 (ET) – Der Nordturm fällt in sich zusammen.
- 11:08 (ET) – Der Pilot des Korean-Air-Fluges 85 benutzt die Buchstabenfolge „HJK“ (steht für Flugzeugentführung) in einer Nachricht an die Airline.
- 12:00 (ET) – Das ARINC informiert das NORAD über den Gebrauch der Abkürzung.
- 13:00 (ET) – F-15-Kampfflugzeuge steigen von der Elmendorf Air Force Base auf, um die Boeing auf dem Korean-Air-Flug 85 abzufangen.
- 13:24 (ET) – Die koreanischen Piloten wechseln das Transpondersignal auf 7500 (steht für Flugzeugentführung).
- 13-14:45 (ET) – Der Gouverneur Alaskas ordnet die Evakuierung möglicher Ziele an.
- 14:54 (ET) – Das Flugzeug landet sicher in Whitehorse und wird von Beamten der Royal Canadian Mounted Police empfangen.

## Operation Yellow Ribbon
Die Operation Yellow Ribbon war die Operation, bei der Transport Canada am 11. September 2001 zahlreiche zivile Flüge umleiten musste. Sie begann, als die Federal Aviation Administration (FAA) den Piloten sämtlichen Flugzeuge die Weisung erteilte, zu landen, und ankommende internationale Flüge zu kanadischen Flughäfen umleitete. Während der Operation wurden sämtliche abfliegenden Flüge, mit Ausnahme solcher der Polizei, des Militärs und medizinischer Flüge, gestrichen. Dies war das erste Mal, dass Kanada seinen Luftraum sperrte. Das Ergebnis der Operation Yellow Ribbon waren 255 zu 17 verschiedenen Flughäfen umgeleitete Flugzeuge.